# Sheridan (Wyoming)
Sheridan város az USA Wyoming államában, Sheridan megyében, melynek megyeszékhelye is. Lakosainak száma 18 737 fő (2020. április 1.).

## Népesség
A település népességének változása:
| Lakosok száma | 281  | 17 444 | 18 737 |
|               | 1890 | 2010   | 2020   |